# Valschavielkopf
Valschavielkopf är ett berg i Österrike.   Det ligger i distriktet Bludenz och förbundslandet Vorarlberg, i den västra delen av landet, 500 km väster om huvudstaden Wien. Toppen på Valschavielkopf är 2 696 meter över havet, eller 278 meter över den omgivande terrängen. Bredden vid basen är 3,5 km.
Terrängen runt Valschavielkopf är bergig västerut, men österut är den kuperad. Närmaste större samhälle är Schruns, 16,8 km väster om Valschavielkopf. 
Trakten runt Valschavielkopf består i huvudsak av gräsmarker. Runt Valschavielkopf är det ganska glesbefolkat, med 28 invånare per kvadratkilometer.